# Cykl barokowy
Cykl barokowy – cykl powieściowy autorstwa Neala Stephensona wydanych w latach 2003–2004. Składający się z trzech części wydanych (w Polsce) w ośmiu woluminach. Jest to saga historyczna osadzona w realiach z przełomu XVII i XVIII wieku. Głównymi tematami poruszanymi w powieściach są filozofia naturalna, alchemia początek rewolucji przemysłowej, narodziny współczesnej ekonomii ze szczególnym uwzględnieniem zagadnienia pieniądza, jak i innych środków płatniczych, szeroko rozumiana nauka.

## Cykl
- Część Pierwsza Quicksilver (Żywe Srebro)
  - Księga Pierwsza Quicksilver (Żywe Srebro)
  - Księga Druga The King of the Vagabonds (Król Wagabundów)
  - Księga Trzecia Odalisque (Odaliska)
- Część Druga The Confusion (Zamęt)
  - Księga Czwarta Bonanza
  - Księga Piąta Juncto
- Część Trzecia The System of the World (Ustrój Świata)
  - Księga Szósta Solomon’s Gold
  - Księga Siódma Currency (Obieg)
  - Księga Ósma The System of the World (Ustrój Świata)

## Postacie fikcyjne
Zasadniczo fabuła skupia się na następujących bohaterach:
- Eliza – była niewolnica z haremu Wielkiego wezyra Kary Mustafy
- Jack Shaftoe – angielski awanturnik, żołnierz (typowy bohater powieści łotrzykowskiej)
- Daniel Waterhouse purytanin, filozof naturalny, członek Towarzystwa Królewskiego
- Enoch Root – tajemnicza postać, przywódca religijny, kompetentny medyk, alchemik oraz żołnierz. Prawdopodobnie jest nieśmiertelny (występuje również w innej powieści Stephensona pt. Cryptonomicon)

## Postacie historyczne
Ze względu na złożoność dzieła lista poniżej jest niekompletna:
- Isaac Newton
- Gottfried Leibniz
- Benjamin Franklin (jako młody chłopiec)
- Christiaan Huygens
- Samuel Pepys
- William Penn
- Henry Oldenburg
- Ludwik XIV
- Jan III Sobieski
- Wilhelm III Orański
- Karol II Stuart
- Piotr I Wielki (podczas swej podróży po Europie)
- Zofia Dorota Wittelsbach
- Zofia Charlotta Hanowerska
- Christopher Wren
- Georg Friedrich Händel
- Nicolas Fatio de Duillier
- Robert Hooke
- John Flamsteed
- Frédéric-Armand de Schomberg
- Jakub II Stuart
- Jan Jerzy IV Wettyn
- Jerzy I Hanowerski
- Jerzy II Hanowerski
- d’Artagnan
- Thomas Newcomen
- Jack Ketch
- Jan Jerzy IV Wettyn
- James Scott, 1. książę Monmouth
- John Churchill
- Robert Walpole
- Jean Bart
- Robert Boyle

## Odbiór
Tom Zamęt był zrecenzowany m.in. w Nowej Fantastyce 2006/12.